# Chalcura cameroni
Chalcura cameroni is een vliesvleugelig insect uit de familie Eucharitidae. De wetenschappelijke naam is voor het eerst geldig gepubliceerd in 1886 door Kirby.